# Бруну Агіар
Бруну Агіар (порт. Bruno Aguiar, нар. 24 лютого 1981, Лісабон) — португальський футболіст, що грав на позиції півзахисника.
Виступав, зокрема, за клуби «Бенфіка» та «Омонія», а також молодіжну збірну Португалії.
Чемпіон Литви. Чемпіон Кіпру. Дворазовий володар Кубка Кіпру.

## Клубна кар'єра
Народився 24 лютого 1981 року в місті Лісабон. Вихованець футбольної школи клубу «Бенфіка».
У дорослому футболі дебютував 2000 року виступами за команду «Бенфіка Б», у якій провів чотири сезони, взявши участь у 46 матчах чемпіонату. 
Своєю грою за цю команду привернув увагу представників тренерського штабу клубу «Бенфіка», до складу якого приєднався 2000 року. Відіграв за лісабонський клуб наступні п'ять сезонів своєї ігрової кар'єри.
Згодом з 2001 по 2009 рік грав у складі команд «Жіл Вісенте», «Алверка», ФБК «Каунас» та «Гартс». Протягом цих років виборов титул чемпіона Литви.
У 2007 році уклав контракт з клубом «Омонія», у складі якого провів наступні сім років своєї кар'єри гравця. 
Завершив ігрову кар'єру у команді «Орієнтал», за яку виступав протягом 2014—2016 років.

## Виступи за збірні
У 2001 році дебютував у складі юнацької збірної Португалії (U-20), загалом на юнацькому рівні взяв участь в 11 іграх, відзначившись одним забитим голом.
Протягом 2001–2004 років залучався до складу молодіжної збірної Португалії. На молодіжному рівні зіграв у 6 офіційних матчах.

## Титули і досягнення
- Чемпіон Литви (1):

ФБК «Каунас»: 2006
- Чемпіон Кіпру (1):

«Омонія»: 2009-2010
- Володар Кубка Кіпру (2):

«Омонія»: 2011, 2012